# Mieczysław Wojczak
Mieczysław Jan Wojczak, poljski rokometaš, * 23. januar 1951, Chorzów.
Leta 1976 je na poletnih olimpijskih igrah v Montrealu v sestavi poljske rokometne reprezentance osvojil bronasto olimpijsko medaljo.
Čez štiri leta je z reprezentanco osvojil 7. mesto.